# 冷泉隆豊
冷泉 隆豊/大内 隆豊（れいぜい たかとよ／おおうち たかとよ）は、戦国時代の武将。大内氏の家臣。官位は正五位下・左衛門少尉。

## 出自
冷泉氏の本姓は多々良氏であり、大内氏の支流。父・冷泉興豊が母方の冷泉家の家号を称して冷泉氏を名乗った。

## 生涯
永正8年（1511年）、冷泉興豊の子として誕生。正室は平賀弘保娘。
早くから周防国の戦国大名・大内義興に仕え、その死後は子の義隆に仕えた。始め義隆から偏諱（「隆」の字）の授与を受けて隆祐（たかすけ）、のちに父の一字を取って隆豊と名乗った。大内氏の水軍を率いる立場にあり、大永7年（1527年）には安芸国に進出して仁保島、国府城で戦う。
天文年間には大内義隆と伊勢貞孝を通じて足利義晴の御供衆となっている。
天文6年（1537年）、従五位下叙任及び検非違使如元(冷泉氏、判官)。
天文10年（1541年）には安芸武田氏の居城であった安芸佐東銀山城主となる。天文11年（1542年）、義隆に従って尼子氏の出雲国に遠征、月山富田城を包囲するも国人衆らの裏切りにより、全軍撤退した（月山富田城の戦い）。隆豊は、義隆の養子・晴持が乗る船を手配したが、晴持は撤退中に溺死している。翌年は伊予国に進出。安芸国人の白井房胤（賢胤の父）らと共に、天文15年（1546年）2月に平智島を、翌16年（1547年）5月には中途島を攻めた（安芸府中町史）。
隆房謀反の噂が山口の街に広がると、陶隆房（のちの晴賢）の誅殺を義隆に進言するも容れられることはなかった。
天文17年（1548年）、正五位下叙任(大内氏、大夫判官)。

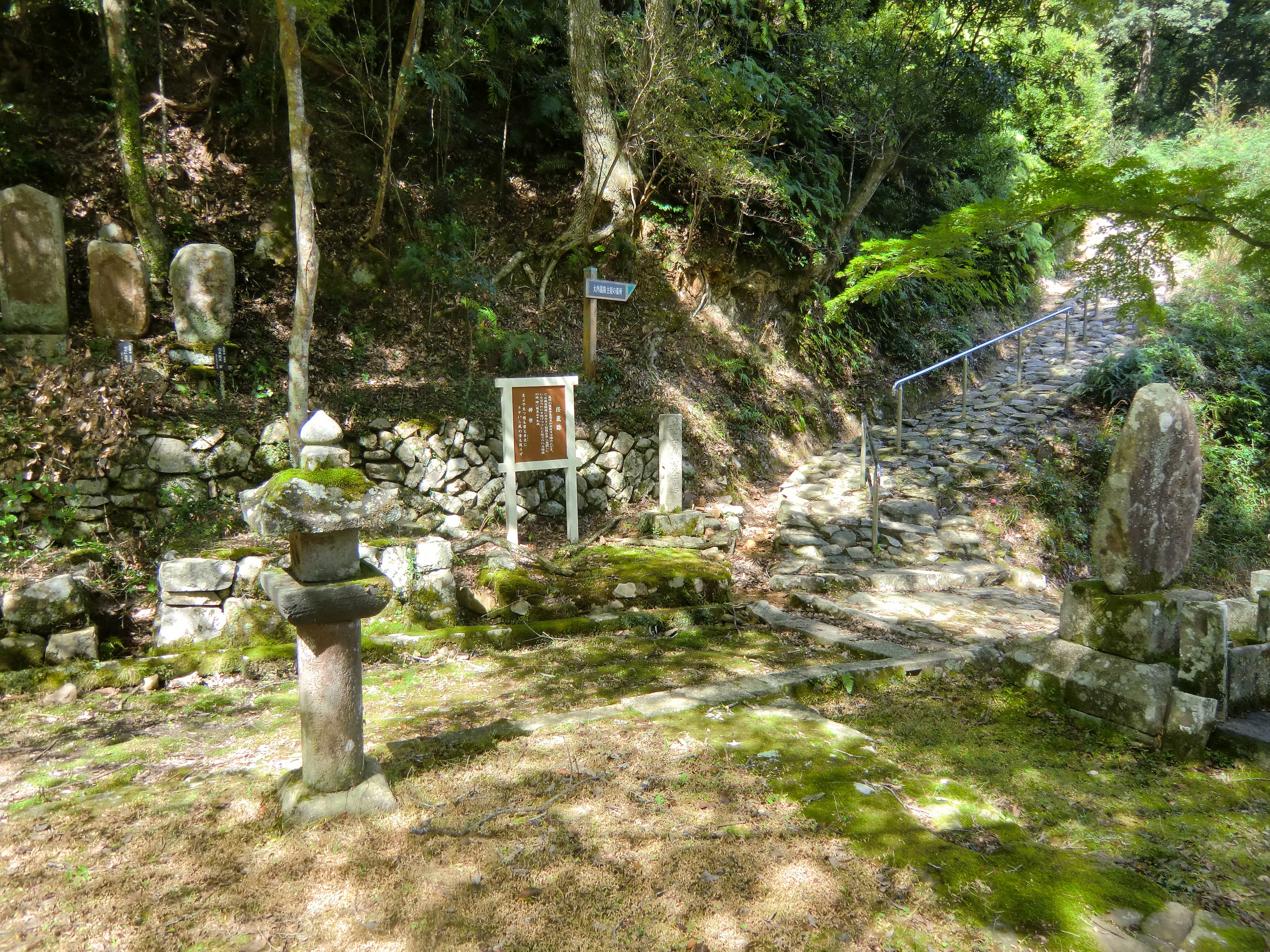
冷泉隆豊が自刃したと伝わる大寧寺の経蔵跡

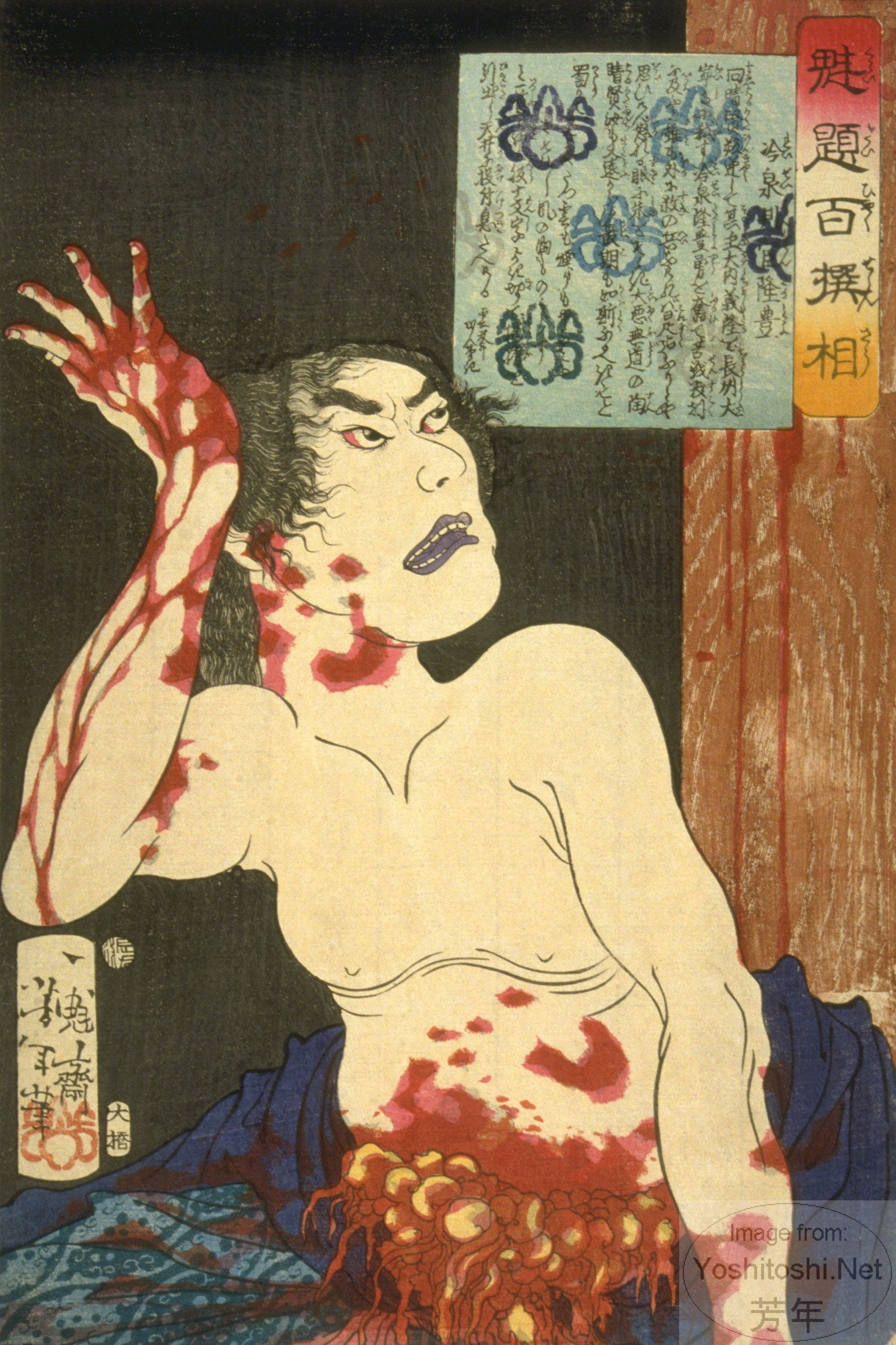
月岡芳年『魁題百撰相』「冷泉判官隆豊」。隆豊の切腹を描く。

天文20年（1551年）、陶隆房がついに決起。隆房は周到な根回しを行っており、文治派以外では、義隆に味方する者はほとんどなかった。義隆は山口を脱出し、石見国の吉見正頼を頼ろうとしたが、嵐で船が出せず、長門国の大寧寺へと入る。陶軍が大寧寺を包囲すると義隆は自害し、隆豊は介錯を務めた後、自身も陶軍の中に突撃して討死にした（大寧寺の変）。その最期は壮絶なものだったと伝えられ、攻め寄せる敵兵が恐れを成すまで戦い、火をかけた経蔵に入って辞世を詠んだ後に十文字に切腹、内臓を天井に投げつけて果てたと伝わる。また、隆豊が籠もった経蔵に続く坂道は冷泉坂と呼ばれている。
- 辞世の句　「みもや立つ　雲も煙もなか空に　さそいし風の　末ものこさず」

武勇に秀でていただけでなく、和歌にも堪能であった智勇兼備の士と言われており、その忠臣ぶりは、高く評価された。
なお、子の元豊は毛利氏に仕え、門司城代を務めたが、永禄5年（1562年）、大友氏の攻撃により討死した。その跡は元豊の弟・元満が継ぎ、水軍の将として活躍したが、慶長2年（1598年）、慶長の役での第一次蔚山城の戦いで討死した。山口県岩国市周東にある冷泉屋敷（冷泉氏館）跡が隆豊らの居館と考えられている。

## 寝太郎伝説
妻に平賀玄信の娘を迎えていたとされ、妻の弟平賀清恒は玄信が武田信玄に討たれた後、姉を頼って大内氏に仕えたとされる。清恒は大寧寺の変にて義兄が討たれた後、厚狭に逃れ地元農民のために田畑を開墾したことで三年寝太郎のモデルとして厚狭地方に伝承されている。

## 登場作品
- 『毛利元就』（1997年、NHK大河ドラマ、演：春田純一）